# 數碼學習
數碼學習（英語：e-Learning），泛指各種透過資訊科技工具來學習或訓練的方式。資訊和通訊系統，無論連網與否，是學習過程使用的特定媒體，可能沒有人與人的直接接觸。即使設備和課程方面持續進步，本詞彙依然最常被引用為運用科技在教室外或教室內的教育經驗。在公司範疇來說，數碼學習是指利用公司網絡來為員工提供訓練課程。在美國，則是指利用不同種類的科技來提供遠距課程。在大學，則是指某種上課模式，學生很少親身抵達校園出席課堂。
數位學習基本上是利用電腦和網路轉移技能和知識。數位學習的應用和過程，包括基於全球資訊網的學習、基於計算機的學習、虛擬教室的機會、及數位化協作。教材內容的傳遞是經由網際網路、企業內部網路/企業外部網路、音訊或視訊磁帶、衛星電視、或光碟。可自訂進度或由講師主導，而媒體的形式包括文字、圖像、動畫、影音串流。

## 演進
e-Learning一詞是由Jay Cross在1998年創造，Jay Cross認為，e-Learning的重點不在於「e」而是在「Learning」，資訊科技不是重點，而是資訊科技運用在學習的層面為何。

## 市場
根據保守估計，全球數碼學習市場總值大約超過380億歐元。發展互聯網及多媒體科技成為數碼學習的基本推動工具，而諮詢、教材、科技、服務及支持，被視為數碼學習產業的五大關鍵部份。

### 高等教育
至2006年，美國約有350萬學生參與高等院校的數碼學習。根據斯隆基金會的報告，由2004年至2009年的五年中，美國中學後教育系統的全面線上學習入學率，每年平均增加約12至14%，相對於每年的入學總人數平均增加約2%。艾倫和席門(2009)聲稱，在2008年大約有四分之一接受大專教育的學生全部修線上課程。Ambient Insight研究機構的報告表示，在2009年美國有44%的中學後學生是修讀部分或全部的線上課程，並預計這數字到2014年將成長至81%。由此可以看出，至少在美國，線上學習正迅速地從邊緣變成為一個主要的中學後教育方式。
現在很多高等教育和牟利機構都提供線上課程相反地，只有大約一半的私人及非牟利學校才提供這類課程。Sloan報告由一群學術領袖得知學生對於線上學習的滿意程度通常至少同於傳統學習模式。由於經營這種系統的成本降低，私人機構考慮成本問題將向線上學習投入更多資源。經過適當培訓的工作人員也必須被聘請與上線學生互動，這些工作人員不但需要了解教材內容的領域，而且對於使用計算機和網際網路也訓練有素。線上教育正在迅速增加，甚至一些頂尖的研究型大學已經發展線上博士課程。

### K-12 學習
美國公立的幼稚園至中等學校也利用數位學習，有些數位學習的環境是配置在傳統的教室裡，也有的讓學生從家裡或其他地方上課。